# 阿僧祇
阿僧祇（あそうぎ、サンスクリット語: असंख्येय, asaṃkhyeya）は漢字文化圏における数の単位の一つ。阿僧祇がいくつを示すかは時代や地域により異なり、また、現在でも人により解釈が分かれる。日本では一般的に1056を指すが、1064とする人もいる。

## 概要
阿僧祇は元は仏教用語で、サンスクリット語の「असंख्येय」（サンスクリットラテン翻字: asaṃkhya）を音訳した「数えることができない」意味である。意訳では「無数」となる。仏典では、成仏するまでに必要な時間の長さである「三阿僧祇劫」という形で用いられることが多い。『倶舎論』の「世間品（せけんぼん）」では、この「三阿僧祇劫」の「阿僧祇」は1059とされている（該当個所の記述が複雑なため、誤って1052と読む学者もいる）。また、『法華経』の「見宝塔品（けんほうとうほん）」や「如来寿量品（にょらいじゅりょうほん）」には、「無量千万億の阿僧祇の世界」「百千万億那由他阿僧祇劫（の時間）」といったような用例も見られる。『華厳経』の中では、後述のように現在一般的な命数法とは別の定義となっている。
数の単位としての初出は、元の朱世傑による数学書『算学啓蒙』であり、それまであった載よりも上の位として、極以上の他の単位とともに登場した。極以外は全て仏典からとられたものである。当時はすでに中数が使用されており、阿僧祇は恒河沙(1096)の万万倍で10104となる。
和書の中で、「阿僧祇」を数の単位の一つとして正確に定義づけた上で他の用語とともに体系的に説明したのは、江戸時代に執筆され、当時ベストセラーとなった数学書である『塵劫記』が最初である。寛永4年（1627年）の初版では、載までを下数、極以上を万万進としたため、阿僧祇は恒河沙(1023)の万万倍で1031となる。寛永8年版では載までを中数の万進に改めたため、阿僧祇は恒河沙(1056)の万万倍で1064となった。寛永11年版で万進に統一され、阿僧祇は恒河沙(1052)の万倍の1056となった。ただし、今日でも寛永8年版を根拠に阿僧祇を1064とする人もいる。もっとも、京以上の数については指数表記が用いられるのが普通であって実用ではまず用いられないので、極以降の値がどうなっていてもそれほど問題にはならない。
なお、阿僧祇は「阿僧祗」（あそうし）と書かれることがあるが、元のサンスクリット語に照らせば「祗」は誤りである。
阿僧祇の位および前後の位の命数は以下のようになる。
| 1096  | 一恒河沙   |
| ⋮     | ⋮          |
| 10103 | 千万恒河沙 |
| 10104 | 一阿僧祇   |
| 10105 | 十阿僧祇   |
| 10106 | 百阿僧祇   |
| 10107 | 千阿僧祇   |
| 10108 | 一万阿僧祇 |
| 10109 | 十万阿僧祇 |
| 10110 | 百万阿僧祇 |
| 10111 | 千万阿僧祇 |
| 10112 | 一那由他   |

| 1023 | 一恒河沙   |
| ⋮    | ⋮          |
| 1030 | 千万恒河沙 |
| 1031 | 一阿僧祇   |
| 1032 | 十阿僧祇   |
| 1033 | 百阿僧祇   |
| 1034 | 千阿僧祇   |
| 1035 | 一万阿僧祇 |
| 1036 | 十万阿僧祇 |
| 1037 | 百万阿僧祇 |
| 1038 | 千万阿僧祇 |
| 1039 | 一那由他   |

| 1056 | 一恒河沙   |
| ⋮    | ⋮          |
| 1063 | 千万恒河沙 |
| 1064 | 一阿僧祇   |
| 1065 | 十阿僧祇   |
| 1066 | 百阿僧祇   |
| 1067 | 千阿僧祇   |
| 1068 | 一万阿僧祇 |
| 1069 | 十万阿僧祇 |
| 1070 | 百万阿僧祇 |
| 1071 | 千万阿僧祇 |
| 1072 | 一那由他   |

| 1052 | 一恒河沙 |
| ⋮    | ⋮        |
| 1055 | 千恒河沙 |
| 1056 | 一阿僧祇 |
| 1057 | 十阿僧祇 |
| 1058 | 百阿僧祇 |
| 1059 | 千阿僧祇 |
| 1060 | 一那由他 |

## 使用例
倍積完全数・・・最小の7倍完全数
1阿僧祇4131恒河沙0897極9474載3834正8259澗8494溝0273穣8485𥝱5232垓6434京3544兆8185億6512万0000

## 華厳経における阿僧祇
『華厳経』の中では、阿僧祇を大きさは訳により異なるものの、次のような非常に巨大な数としているが、これは実用のものではない。
- 八十華厳においては、107×2103＝1070988433612780846483815379501056 ≒ 107.1×1031
- 六十華厳においては、1010×2102＝1050706024009129176059868128215040 ≒ 105.1×1031
- 四十華厳においては、107×2123＝1074436767763955288882613195375699296256 ≒ 107.4×1037
- ちなみに「阿僧祇転」も大きさは訳により異なるが、八十華厳・六十華厳・四十華厳いずれにおいても各訳における阿僧祇の2乗となっている。

なお、『華厳経』では那由他はこれも大きさは訳により異なるものの、阿僧祇よりも圧倒的に小さい。